# Ialînți, Kremenciuk
Ialînți (în ucraineană Ялинці) este localitatea de reședință a comunei Ialînți din raionul Kremenciuk, regiunea Poltava, Ucraina.

## Demografie
Componența lingvistică a localității Ialînți
     Ucraineană (95,3%)
     Rusă (3,41%)
     Română (1,18%)
Conform recensământului din 2001, majoritatea populației localității Ialînți era vorbitoare de ucraineană (95,3%), existând în minoritate și vorbitori de rusă (3,41%) și română (1,18%).